# Lijst van eenheden van tijd
De meting van tijd gebeurt onder andere met de volgende eenheden:
| naam                                        | symbool                 | duur |
| ------------------------------------------- | ----------------------- | --- |
| plancktijd                                  | tP                      | 5,391 24(27) × 10−44 s, de tijdsduur die licht nodig heeft de plancklengte af te leggen en tevens de kleinste betekenisvolle eenheid van tijd. |
| seconde                                     | s (sec wordt afgeraden) | de internationale standaardeenheid voor tijd. Kan voorzien worden van een SI-voorvoegsel: yoctoseconde (ys), zeptoseconde (zs), attoseconde (as), femtoseconde (fs), picoseconde (ps), nanoseconde (ns), microseconde (µs), milliseconde (ms), kiloseconde (ks). |
| minuut                                      | min                     | 60 seconden |
| kwartier                                    |                         | 15 minuten oftewel 900 seconden |
| uur                                         | h (u wordt afgeraden)   | 60 minuten oftewel 3600 seconden |
| dag                                         |                         | Wordt in diverse betekenissen gebruikt: - De periode van middernacht tot middernacht. Deze betekenis wordt in de tijdrekening gebruikt: op middernacht verspringt de datum. - De periode van begin tot einde van de werkzaamheden. In veel bedrijven, bijvoorbeeld bij het openbaar vervoer, wordt nog na middernacht doorgewerkt, en dat geldt dan nog als de vorige dag. Bijvoorbeeld, een trein die om 01.00 uur rijdt, alleen op zaterdag, rijdt in de nacht van zaterdag op zondag, dus als het eigenlijk al zondag is. - De periode van opstaan tot bedtijd. Gaat men pas na middernacht naar bed, spreekt men meestal van "morgen" als het eigenlijk al "vandaag" is. - De periode van zonsopkomst tot zonsondergang (in tegenstelling tot nacht). Dit is de oudste betekenis. - Een periode van 24 uur (ook wel etmaal genoemd). |
| sterrendag of siderische dag                |                         | 23 h, 56 min, 4,09 s oftewel 86 164,09 s. Dit is de tijd waarin de aarde om haar as draait. |
| zonnedag                                    |                         | De periode waarna de zon zich weer boven dezelfde meridiaan bevindt, gemiddeld 24 uur, maar vaak iets korter of langer. Zie ook tijdsvereffening. |
| etmaal of middelbare zonnedag               |                         | 24 uur oftewel 86 400 seconden |
| week                                        |                         | zeven dagen: 604 800 seconden |
| decade                                      |                         | 10 dagen: 864 000 seconden (ongebruikelijk) |
| maand                                       |                         | gedefinieerde verzameling van minimaal 28 en maximaal 31 opeenvolgende etmalen, gemiddeld 30,436875 |
| kwartaal of trimester                       |                         | 3 maanden of een kwart jaar. In het onderwijs rekent men met drie trimesters per schooljaar, onderbroken door zomervakantie, kerstvakantie en meivakantie. |
| jaargetijde                                 |                         | Periode van 3 maanden, gebaseerd op de verandering van het weer en de stand van de aardas. Het astronomische jaargetijde duurt van equinox tot zonnewende en van zonnewende tot equinox. Deze tijdstippen vallen omtrent de 21e van maart, juni, september en december. Het meteorologische jaargetijde wordt gerekend vanaf het begin van de genoemde maanden. |
| seizoen                                     |                         | In principe hetzelfde als jaargetijde. Ook gebruikt voor een deel van het jaar waarin bepaalde activiteiten plaatsvinden (bijvoorbeeld schaatsseizoen, vakantieseizoen). Dit kan soms bijna een heel jaar duren (omroepseizoen, sportseizoen). |
| quadrimester                                |                         | 4 maanden |
| semester                                    |                         | 6 maanden |
| tropisch jaar                               |                         | 365,2422 zonnedagen, 366,2422 sterrendagen of 31 556 926,08 s. Dit is de periode tussen twee doorgangen van de zon door het lentepunt. Het is het jaar dat voor de burgerlijke tijdrekening wordt aangehouden. Met schrikkeljaren wordt getracht het gemiddelde burgerlijke jaar gelijk te houden aan een tropisch jaar. |
| gregoriaans jaar, (burgerlijk) jaar (annum) | a                       | 365 of 366 etmalen, gemiddeld 365,2425 |
| juliaans jaar                               |                         | 365 of 366 etmalen, gemiddeld 365,25 |
| siderisch jaar                              |                         | 365,256 401 1 sterrendagen of 31 558 149,5 s. Dit is de omlooptijd van de aarde om de zon. |
| anomalistisch jaar                          |                         | 365,259 69 sterrendagen of 31 558 432,9 s |
| kalenderjaar                                |                         | periode van 1 januari t/m 31 december |
| schooljaar                                  |                         | periode van augustus (of september) t/m juni |
| schrikkeljaar                               |                         | 366 dagen |
| olympiade                                   |                         | 4 jaar |
| lustrum                                     |                         | 5 jaar |
| decennium                                   |                         | 10 jaar |
| generatie                                   |                         | 25 jaar |
| eeuw of centennium (hectoannum)             | (ha)                    | 100 jaar |
| millennium of kiloannum                     | ka                      | 1000 jaar |
| mega-annum                                  | Ma                      | 1 000 000 jaar |
| giga-annum                                  | Ga                      | 1 000 000 000 jaar |

Veel van deze eenheden worden alleen in bepaalde situaties gebruikt. Zo is het siderisch jaar alleen bekend in de astronomie en de olympiade alleen bij de Olympische Spelen.
Het begin en einde van een tijdseenheid ligt vast of niet.
- Een jaar kan duren van 4 april 2007 tot 4 april 2008. Wil men aangeven dat men een periode van 1 januari tot en met 31 december bedoelt, dan zegt men kalenderjaar.
- Een etmaal duurt 24 uur, bijvoorbeeld van 14.15 tot 14.15 de volgende dag. Een dag kan ook 24 uur duren, maar dat is dan van middernacht tot middernacht. Er is dan ook een juridisch verschil tussen drie dagen en drie etmalen. Het laatste wordt ook wel drie keer 24 uur genoemd.
- Een jaargetijde begint en eindigt volgens de astronomie op het moment dat de zon boven de evenaar of een keerkring staat, dat is ongeveer op de 21e van een maand. In de meteorologie laat men een jaargetijde drie weken eerder, op de eerste dag van de maand, beginnen.